# Высокий Тауэрн (национальный парк)
Высо́кий Та́уэрн (нем. Hohe Tauern) — национальный парк в Австрии, на территории трёх федеральных земель: Тироль, Каринтия и Зальцбург. Высокий Тауэрн — крупнейший в Центральной Европе заповедник, его площадь составляет 181 500 га, из них в Каринтии — 40 000 га (стали заповедником в 1981 году), в Зальцбурге — 80 500 га (1984 год), в Тироле — 61 000 га (1992 год).
Национальный парк находится в центральной части Высокого Тауэрна — самого высокого хребта Австрии. На его территории расположено несколько горных пиков высотой более 3000 метров, в том числе гора Гросглокнер (3798 м) — самая высокая вершина Австрии. На периферии территории парка на горных склонах лежат горные луга и леса.
Горы Высокого Тауэрна обычно делят на три горные группы: Венедигер (высочайшая вершина — Гроссвенедигер, 3674 м), Грантешпице (Гроссер-Мунтаниц, 3232 м) и Глокнер (Гросглокнер, 3798 м).
Среди главных достопримечательностей национального парка, помимо горных вершин, выделяются водопады Кримль и Голлинг и узкое горное ущелье Лихтенштайнкламм.
Высокий Тауэрн — популярное туристическое направление. Кроме возможностей для занятия альпинизмом и горным туризмом, гостям парка предлагается большое количество прогулочных маршрутов по нетронутой природе заповедника.
По парку проложена экскурсионная автодорога.